# Equilibrio de Nash
El equilibrio de Nash, equilibrio de Cournot, equilibrio de Cournot y Nash o equilibrio del miedo es, en la teoría de juegos, un «concepto de solución» para juegos con dos o más jugadores, el cual asume que: 
- Cada jugador conoce y ha adoptado su mejor estrategia, y
- Todos conocen las estrategias de los otros.

Consecuentemente, cada jugador individual no gana nada modificando su estrategia mientras los otros mantengan las suyas. Así, cada jugador está ejecutando el mejor «movimiento» posible teniendo en cuenta los movimientos de los demás jugadores.
En otras palabras, un equilibrio de Nash es una situación en la cual todos los jugadores han puesto en práctica, y saben que lo han hecho, una estrategia que maximiza sus ganancias dadas las estrategias de los otros. Consecuentemente, ningún jugador tiene ningún incentivo para modificar individualmente su estrategia. 
Es importante tener presente que un equilibrio de Nash no implica que se logre el mejor resultado conjunto para los participantes, sino solo el mejor resultado para cada uno de ellos considerados individualmente. Es perfectamente posible que el resultado fuera mejor para todos si, de alguna manera, los jugadores coordinaran su acción. 
En términos económicos, es un tipo de equilibrio de competencia imperfecta que describe la situación de varias empresas compitiendo por el mercado de un mismo bien y que pueden elegir cuánto producir para intentar maximizar su ganancia.

## Ejemplo
Quizás el mejor ejemplo de un equilibrio de Nash es la variación del conocido «dilema del prisionero» modificado a fin de resaltar los efectos descritos. En esta versión hay varios jugadores (más de tres). El resultado sería mejor para todos si todos cooperaran entre ellos y no declararan, pero, dado que cada cual persigue su propio interés, y ninguno puede confiar en que nadie declarará, todos deben adoptar la estrategia de declarar, lo que termina en una situación (equilibrio) en la cual cada uno minimiza su posible pérdida. 
Modificaciones adicionales permiten repetir el juego de forma indefinida (por ejemplo, con los jugadores repartiendo un «botín», etc.). En todas esas situaciones resulta que la estrategia de no cooperar es la que minimiza el riesgo de pérdidas y otorga una ganancia media pero segura para cada jugador individual, aunque la cooperación maximizaría la ganancia tanto a nivel individual como de grupo.

## Historia
El concepto de equilibrio de Nash comienza su desarrollo con Antoine Augustin Cournot y su trabajo sobre oligopolios (1838). En este se plantea el modelo de varias empresas que compiten por el mercado de un mismo bien y que pueden elegir cuánto producir para intentar maximizar su ganancia en función de la producción de las otras. Se establece un equilibrio de Cournot cuando la producción de cada empresa maximiza sus beneficios, dada la producción de las otras empresas, lo que es una situación de estrategia pura en el equilibrio de Nash.
Los equilibrios de Nash en estrategias puras son limitados en muchos aspectos y fue con el desarrollo de la teoría moderna de juegos que surgen los equilibrios en estrategias mixtas (aquellas en las que los jugadores pueden elegir aleatoriamente entre varias estrategias). El concepto de equilibrio para este tipo de estrategias fue introducido por John von Neumann y Oskar Morgenstern en su libro Theory of Games and Economic Behavior (1944), aunque solo trataron los equilibrios para el caso especial de juegos de suma cero.
Fue John Forbes Nash quien, en su tesis doctoral, Juegos no cooperativos (Non-Cooperative games), presentada en 1950 y publicada en 1951, define los equilibrios que hoy llevan su nombre, tratando de manera general las estrategias mixtas y demostrando que cualquier juego con un número finito de estrategias tiene al menos un equilibrio de Nash en estrategias mixtas. Nash ganaría posteriormente un premio Nobel por la amplia gama de aplicaciones que tuvo este concepto en diversas ramas de las ciencias.
Posteriormente se encontraron algunos casos en los que los equilibrios de Nash no llevaban a predicciones totalmente adecuadas para los comportamientos de los jugadores, o no hacen una predicción única, o comportamientos estables que no se podían encontrar como equilibrios de Nash, lo que dio paso a la búsqueda y desarrollo de nuevos equilibrios (muchas veces como refinamientos de los equilibrios de Nash) y conceptos de solución de un juego.

## Definiciones formales
Un juego rectangular se define como una terna {\displaystyle (N,D_{j},{\varphi }_{j})}, donde N es el conjunto de jugadores, {\displaystyle {D_{j}}} es el conjunto de estrategias para cada jugador j y
{\displaystyle {\varphi }_{j}:\prod _{i\in N}D_{i}\rightarrow \mathbb {R} \,}
son las llamadas funciones de pago, que a cada conjunto de estrategias (una para cada jugador) le asocia un respectivo pago al jugador j.
Denotaremos {\displaystyle \prod _{i\in N}D_{i}=D}
Por otro lado dado un juego rectangular {\displaystyle (N,D_{j},{\varphi }_{j})}, se dice que {\displaystyle X^{j}\in R^{l_{j}}} es una estrategia mixta del jugador j, si para toda {\displaystyle \sigma ^{j}\in D_{j}}, {\displaystyle x_{\sigma ^{j}}^{j}\geq 0} y {\displaystyle \sum _{\sigma ^{j}\in D_{j}}x_{\sigma j}^{j}=1}. El entero {\displaystyle l_{j}} denota el número de estrategias puras del jugador j.
Intuitivamente, una estrategia mixta es un vector que asocia cierta probabilidad a cada estrategia pura del jugador j, de ahí que cada entrada tenga que ser no negativa y la suma de todas ellas sea 1.
En una estrategia mixta {\displaystyle X^{j}} del jugador j, {\displaystyle x_{\sigma ^{j}}^{j}} se interpreta como el peso o probabilidad que el jugador j le asocia a su estrategia pura {\displaystyle \sigma ^{j}}.
La letra {\displaystyle M_{j}} denotará al conjunto de estrategias mixtas del jugador j y M al producto cartesiano de los conjuntos {\displaystyle M_{j}}. A cada elemento de M lo llamaremos un perfil de estrategias mixtas.

### Equilibrios en estrategias puras
Dado un juego rectangular {\displaystyle (N,D_{j},{\varphi }_{j})}, se dice que {\displaystyle \sigma \in D} es un equilibrio de Nash en estrategias puras (ep) si para cada jugador en N se cumple:
{\displaystyle \varphi _{j}(\sigma )\geq \varphi _{j}(\sigma \vert \sigma ^{j})\ \ \ \forall \ \sigma ^{j}\in D_{j}}
y donde {\displaystyle \varphi _{j}(\sigma \vert \sigma ^{j})} representa el pago para el jugador j cuando este decide cambiar su estrategia por cualquier otra {\displaystyle \sigma ^{j}\in D_{j}}, mientras que los demás jugadores mantienen la estrategia dada por el perfil σ.

### Equilibrios en estrategias mixtas
Se dice que un perfil de estrategias mixtas X es un equilibrio de Nash en estrategias mixtas (em) si para cada jugador j∈N se cumple:
{\displaystyle E_{j}(X)\geq E_{j}(X\vert X^{j})\ \ \ \forall \ \ X^{j}\in M_{j}}
Donde {\displaystyle E_{j}(X)} es el pago esperado (o pago promedio) que obtendrá el jugador j al jugarse siempre el perfil de estrategias mixtas X.
Intuitivamente, un perfil de estrategias mixtas es equilibrio de Nash si, en promedio, ningún jugador puede mejorar su pago cambiando sus estrategias mixtas cuando el resto de los jugadores se mantenga con la estrategia actual.

### Equilibrios de Nash para juegos extensivos
A menudo no es posible modelar un problema de la teoría de juegos a través de un juego rectangular y se hace necesario modelarlo como un juego extensivo. En estos casos pueden buscarse los equilibrios de Nash a través de la forma normal del juego o usando diversos algoritmos en el juego extensivo, como la inducción hacia atrás.

## Ocurrencia
En la definición informal de equilibrios de Nash como estrategias estables que los jugadores terminan eligiendo hay fuertes supuestos de racionalidad. A menudo se pasa por alto el hecho de que en un juego los equilibrios de Nash se adoptarán solo bajo ciertas condiciones:
1. Todos los jugadores buscan maximizar su pago esperado de acuerdo a los pagos que describen el juego.
2. Los jugadores ejecutan sus estrategias sin errores.
3. Los jugadores tienen inteligencia suficiente para deducir sus propios equilibrios y los de los demás.
4. Los jugadores suponen que el hecho de cambiar su propia estrategia no provocará desviaciones en las estrategias de otros.
5. Existe un conocimiento común tanto de las reglas como de los supuestos de racionalidad.

De este modo, el incumplimiento de alguna de las condiciones puede llevar a desviaciones que resulten en estrategias distintas a los equilibrios de Nash:
1. La primera condición no se cumple si el juego no representa correctamente los pagos. Así, el dilema del prisionero no es tal si uno de los jugadores, contrario a toda racionalidad, busca quedarse el mayor tiempo posible en prisión.
2. Puede acontecer que a la hora de elegir una estrategia los jugadores se vean imposibilitados a llevarla a cabo en su realización. Así, la segunda condición pide que un jugador sea capaz de implementar su estrategia una vez que ha elegido su plan de acción.
3. Incluso en personas racionales e inteligentes existen juegos que, debido al poder de cómputo necesario para calcular sus equilibrios, se ven imposibilitadas a saber qué estrategia deberían seguir. Así, el juego del ajedrez no puede ser abordado para encontrar soluciones al juego y debido a esto los jugadores tienen que recurrir al ingenio para intentar vencer al oponente.
4. En muchas ocasiones los jugadores no saben exactamente las verdaderas reglas del juego y tienen que deducirlas de la experiencia, en cuyo caso incluso siendo racionales pueden deducir equilibrios que no corresponden completamente a los equilibrios reales.

## Pruebas de existencia
Muchos juegos no tienen equilibrios en estrategias puras, ni siquiera los más sencillos, como por ejemplo el juego de piedra, papel o tijeras.
En estrategias mixtas sin embargo se puede asegurar que siempre existen equilibrios. Fue Nash quien demostró que cualquier juego rectangular finito tiene al menos un equilibrio de Nash en estrategias mixtas (em). Inicialmente Nash se basa en la correspondencia de mejor respuesta y el teorema del punto fijo de Kakutani; posteriormente, en su tesis de doctorado dio una nueva demostración basada en la función de reajuste de Nash y el teorema del punto fijo de Brouwer; sin embargo ambas pruebas son de existencia y no constructivas, es decir, aseguran la existencia de equilibrios de Nash, pero no muestran como calcularlos.
Fue a finales de los años sesenta que surgieron algoritmos (gracias al trabajo de matemáticos y economistas como Herbert Scarf, Carlton Lemke y Emanuel Sperner) que permitían calcular eficientemente puntos fijos: el algoritmo de Scarf y el lema de Sperner son los dos resultados más importantes que permitieron la prueba constructiva de existencia de equilibrios de Nash (cabe destacar que ambos resultados son generales y han encontrado una amplia gama de aplicaciones además de la teoría de juegos).

## Ejemplos

### Juego competitivo
Consideramos el siguiente juego de dos jugadores: «Los jugadores escogen simultáneamente un número entero entre cero (0) y diez (10). Los dos jugadores ganan el valor menor en dólares, pero además, si los números son distintos, el que ha escogido el mayor le debe pagar $2 al otro».
Este juego tiene un único equilibrio de Nash: ambos jugadores deben escoger cero (0). Cualquier otra estrategia puede desfavorecer a un jugador si otro escoge un número menor.
Si se modifica el juego de modo que los dos jugadores ganen el número escogido si ambos son iguales, y de otro modo no ganen nada, hay 11 equilibrios de Nash distintos.

### Juego de coordinación
Este juego es un juego de coordinación al conducir. Las opciones son: o conducir por la derecha o conducir por la izquierda: 100 significa que no se produce un choque y 0 significa que sí. El primer número en cada celda indica la ganancia del primer jugador (cuyas opciones se muestran a la izquierda) y el segundo la ganancia del segundo jugador (cuyas opciones se muestran encima).
|                            | Conducir por la izquierda: | Conducir por la derecha: |
| Conducir por la izquierda: | 0,0                        | 100,100                  |
| Conducir por la derecha:   | 100,100                    | 0,0                      |

En este caso hay dos equilibrios de Nash con estrategias puras, cuando ambos conducen por la derecha o ambos conducen por la izquierda. Esto ayuda a explicar por qué en casi toda Europa se conduce por el mismo lado (a la derecha) y como en Inglaterra, al ser una isla y no empeorar su pago por no coordinarse con los demás países, se mantuvo la estrategia de conducir por la izquierda.

### Dilema del prisionero
El dilema del prisionero tiene un equilibrio de Nash en estrategias puras: se produce cuando ambos jugadores confiesan. A pesar de ello, «ambos confiesan» es peor que «ambos cooperan», en el sentido de que el tiempo total de cárcel que deben cumplir es mayor. Sin embargo, la estrategia «ambos cooperan» es inestable, ya que un jugador puede mejorar su resultado desertando si su oponente mantiene la estrategia de cooperación. Así, «ambos cooperan» no es un equilibrio de Nash pero sí un óptimo paretiano. Una manera de llegar a ese resultado es logrando una colusión y mediante la promesa de cada jugador de «castigar» al otro si rompe el acuerdo. También podría llegarse a una solución fuera del equilibrio de Nash si el juego se repitiese infinitas veces, cuando se logra la estrategia «ojo por ojo».

### La tragedia de los comunes
La tragedia de los comunes es una generalización del dilema del prisionero ideada por James Garrett Hardin y publicada por primera vez en su artículo The tragedy of the commons (1968). En este juego existen n jugadores que hacen uso de un bien común (por ejemplo, un terreno comunal). Aunque cada jugador puede participar en el cuidado de este bien (lo que conlleva un costo para el que lo hace), todos los jugadores tienen derecho a usarlo, lo cuiden o no. De este modo, tenemos un juego n-personal donde cada jugador tiene dos estrategias: egoísta o solidario, y donde la estrategia egoísta es dominante estricta, es decir, para cualquier perfil de estrategias puras el jugador j puede mejorar su pago si elige la estrategia egoísta en lugar de la solidaria. De este modo, el juego solo tiene un equilibrio de Nash en estrategias puras y es (egoísta, egoísta, …, egoísta) a pesar de que, como en el dilema del prisionero, el beneficio para cada jugador termina siendo mucho menor que si todos hubieran elegido ser solidarios.
Este juego ha encontrado diversas aplicaciones en la vida diaria. Consideremos, por ejemplo, una ciudad con caminos libres de tránsito y contaminación baja como un bien común que todos debemos cuidar. Siempre existe la tentación de ser egoísta (usar automóvil particular para mejorar nuestro propio transporte por la ciudad, ignorar semáforos en rojo, etc.) a pesar de que si todos siguen la misma estrategia los viales sufren congestionamientos extremos y surge el serio problema de la contaminación ambiental. Debido a que la ruina común es el único equilibrio de Nash, los gobiernos recurren a medidas externas para intentar cambiar los pagos por ser egoísta y llevar a nuevos equilibrios. Así el poner multas a los que no obedecen los reglamentos y encarecer el uso del transporte privado a la vez que se mejora el transporte público es una forma de conseguir que la estrategia egoísta deje de ser dominante estricta y que todas las personas puedan seguir una estrategia solidaria, es decir, como un contrato en un juego cooperativo.

### Piedra, papel o tijera

Piedra, papel o tijeras

Consideremos el juego piedra, papel o tijera con la matriz de pagos dada por:
|        | Piedra | Papel | Tijera |
| Piedra | 0      | -1    | +1     |
| Papel  | +1     | 0     | -1     |
| Tijera | -1     | +1    | 0      |

Supongamos que el jugador 1 juega siempre en estrategias puras, por ejemplo piedra. Entonces el jugador 2 podría sacar ventaja de ello jugando siempre papel. Una mejor respuesta del jugador 1 sería entonces jugar con estrategias mixtas, es decir, asignarle cierta probabilidad a cada estrategia y en cada jugada elegir aleatoriamente de acuerdo a la distribución elegida.
Puede demostrarse que siempre que haya sesgo en estas probabilidades (es decir, cuando se le asigne más probabilidad a una estrategia que a otra), el otro jugador puede sacar ventaja de ello y mejorar su pago esperado. De este modo, el juego solo tiene un equilibrio de Nash y es (1/3,1/3,1/3), es decir, jugar con igual probabilidad cada estrategia (siempre y cuando se mantengan los pagos dados por la matriz).